# Fenmetrazyna
Fenmetrazyna (łac. phenmetrazinum) – organiczny związek chemiczny, pochodna morfoliny i amfetaminy, wykazująca silne działanie anorektyczne.
Związek opatentowany w 1952 r. przez niemiecką firmę farmaceutyczną Boehringer-Ingelheim, natomiast wprowadzony do lecznictwa w 1954 r. pod nazwą handlową Preludin. Podobnie jak inne preparaty o podobnym profilu działania (m.in. fentermina, chlorfentermina, fenfluramina, deksfenfluramina, fendimetrazyna, mazindol), wykazuje wiele efektów niepożądanych, m.in. silne skoki ciśnienia tętniczego krwi, częstoskurcz zatokowy, pobudzenie OUN, uzależnienie. Dawniej szeroko stosowany w farmakoterapii otyłości, obecnie bez znaczenia w lecznictwie. W Polsce stosowany był do połowy lat 70. XX wieku.
Bywa używana jako narkotyk. Wykazuje podobne działanie do amfetaminy. Działa silnie pobudzająco na ośrodkowy układ nerwowy, usuwa uczucie zmęczenia i senności; z tego powodu jest wykorzystywana m.in. przez osoby wykonujące pracę w nocy lub wymagającą wielogodzinnej koncentracji. 

## Fenmetrazyna a prawo

### W Polsce
Zgodnie z zarządzeniem prezesa Urzędu Kultury Fizycznej i Turystyki z dnia 20 czerwca 1997 r. i artykułem 48 ust. 3 ustawy z dnia 18 stycznia 1996 r. o kulturze fizycznej (Dz. U. Nr 25, poz. 113 i Nr 137, poz. 639) jest w Polsce oficjalnie uznawana za środek dopingowy z grupy stymulantów, przez co jej stosowanie przez sportowców jest zabronione.